# Paide
Paide (en allemand, avant 1930 : Weißenstein ; prononcer « Païde ») est une ville et le chef-lieu du comté de Järva en Estonie. Paide est entouré par la commune de Paide dont la ville ne fait pas partie.

## Histoire
La ville fut fondée sous le nom de Weissenstein (la Pierre blanche), le 30 septembre 1291 par Halt, maître de l'ordre de Livonie. Le château fut alors construit par les Chevaliers Porte-Glaive. Pendant l'époque de l'Empire russe, la ville était un chef-lieu de district du gouvernement d'Estland. Le château a été détruit par Ivan le Terrible, en représailles à la mort d'un de ses amis face à la résistance des habitants de Paide.[réf. nécessaire]

## Démographie
| 1783 | 1879  | 1922  | 1934  | 1941  |
| ---- | ----- | ----- | ----- | ----- |
| 440  | 2 507 | 2 980 | 3 284 | 4 718 |

| 1956  | 1959  | 1970  | 1979  | 1989   |
| ----- | ----- | ----- | ----- | ------ |
| 5 300 | 5 834 | 7 911 | 9 852 | 10 649 |

| 2000  | 2011  | 2021  | 2023  | - |
| ----- | ----- | ----- | ----- | - |
| 9 647 | 8 228 | 7 926 | 8 081 | - |

## Administration

### Jumelage
La ville est de Paide jumelée avec :
- Annaberg-Buchholz (Allemagne)
- Fredensborg (Danemark)
- Håbo (Suède)
- Hamina (Finlande)
- Havířov (Tchéquie)
- Mažeikiai (Lituanie)
- Pereiaslav (Ukraine)
- Saldus (Lettonie)
- Westminster (États-Unis)

## Culture

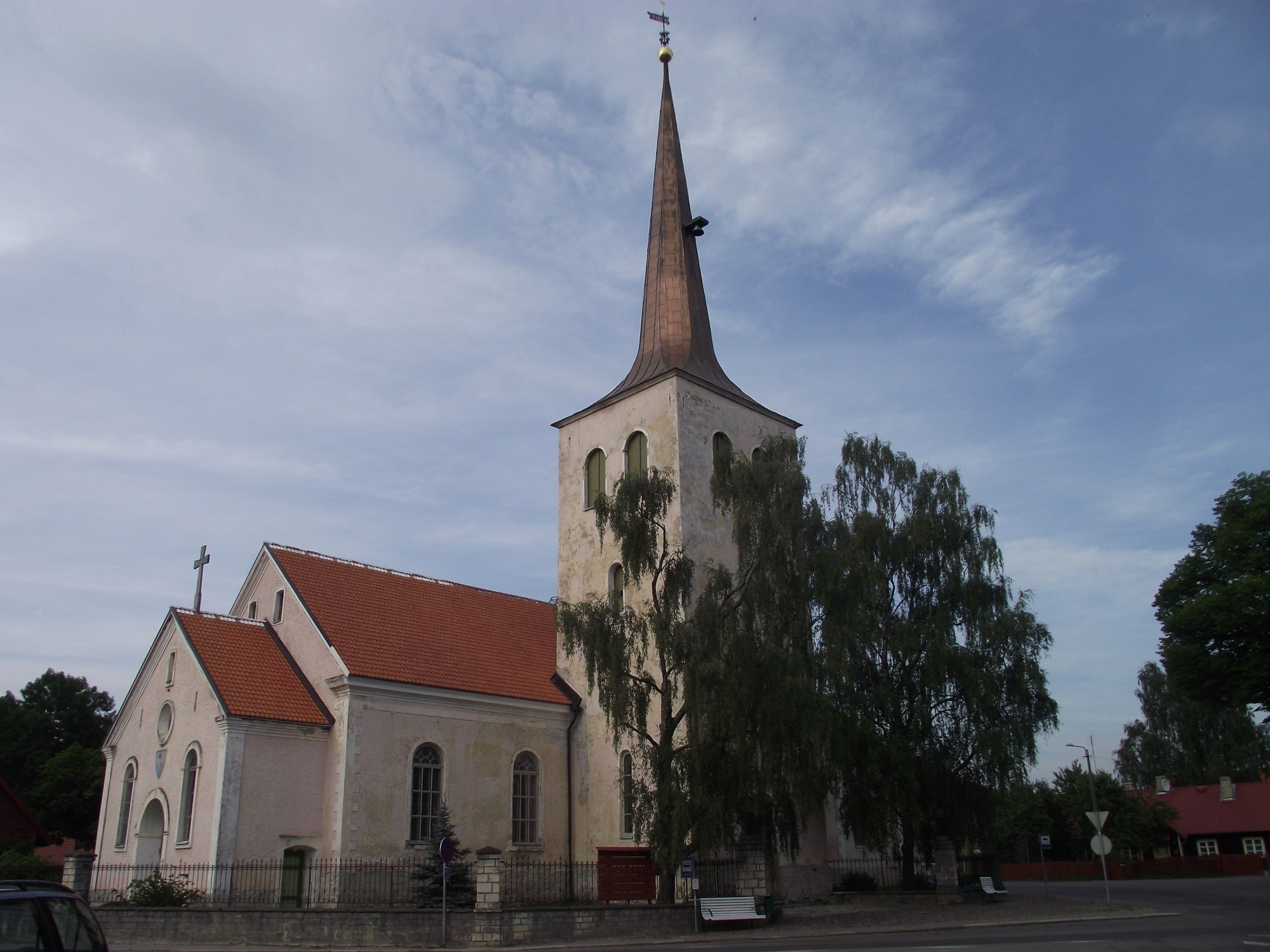
Vidéo par drone de Paide.
- L'église de Paide
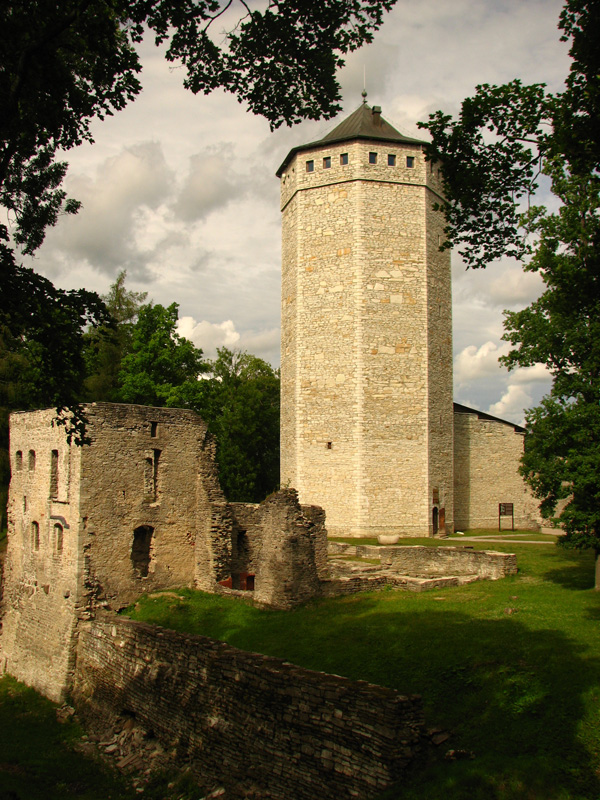
Le château de Mexhof

## Villages
La commune englobe les territoires de vingt-huit villages, mais ne comprend pas la ville de Paide.
Anna küla - Eivere  - Kirila - Korba - Kriilevälja - Mustla - Mustla-Nõmme - Mäeküla - Mäo - Mündi - Nurme - Nurmsi - Ojaküla - Otiku - Pikaküla - Prääma - Puiatu - Purdi, - Sargvere - Seinapalu - Sillaotsa - Suurpalu - Sõmeru - Tarbja - Valgma - Veskiaru - Viraksaare - Võõbu.

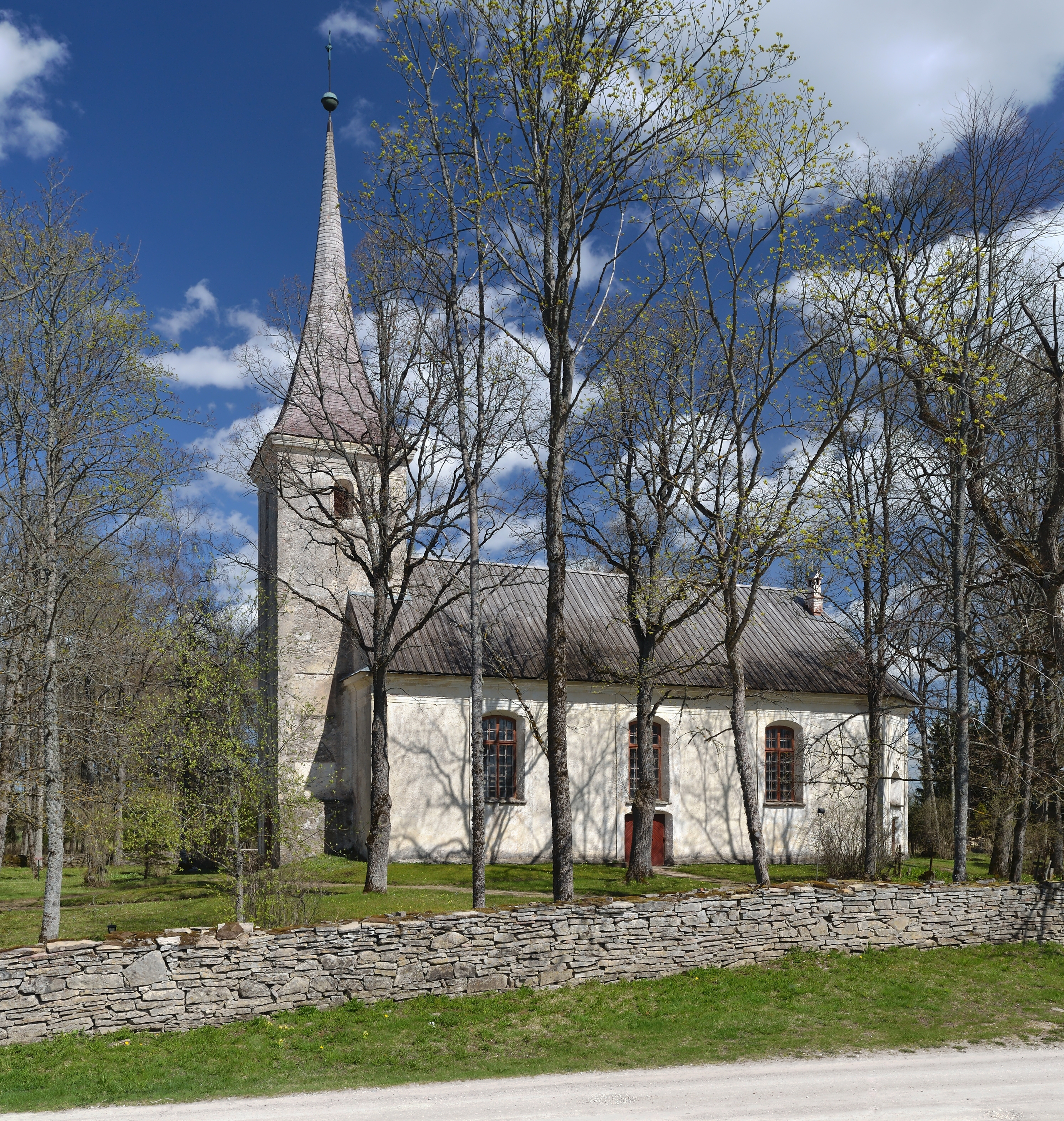
Anna
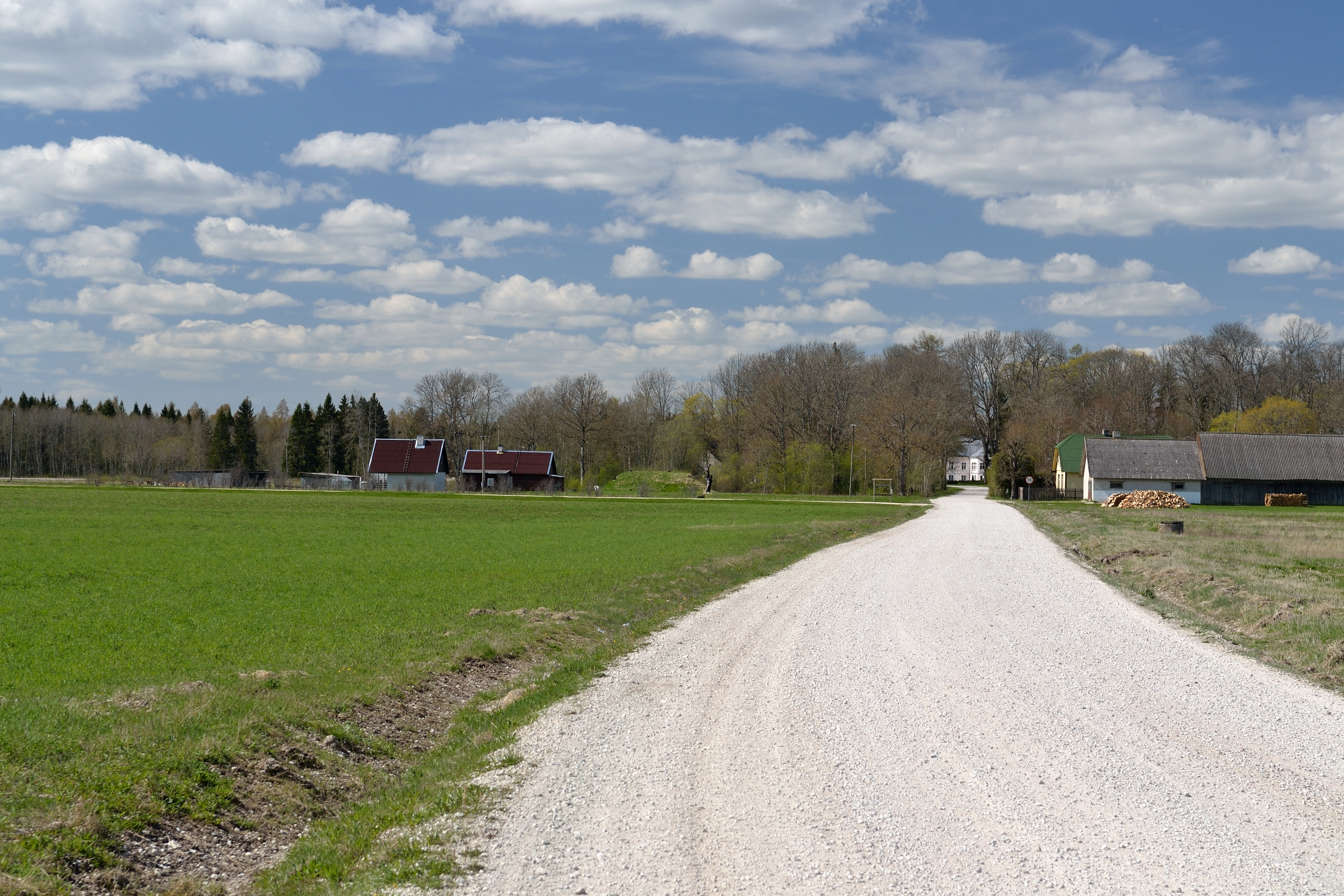
Eiavere
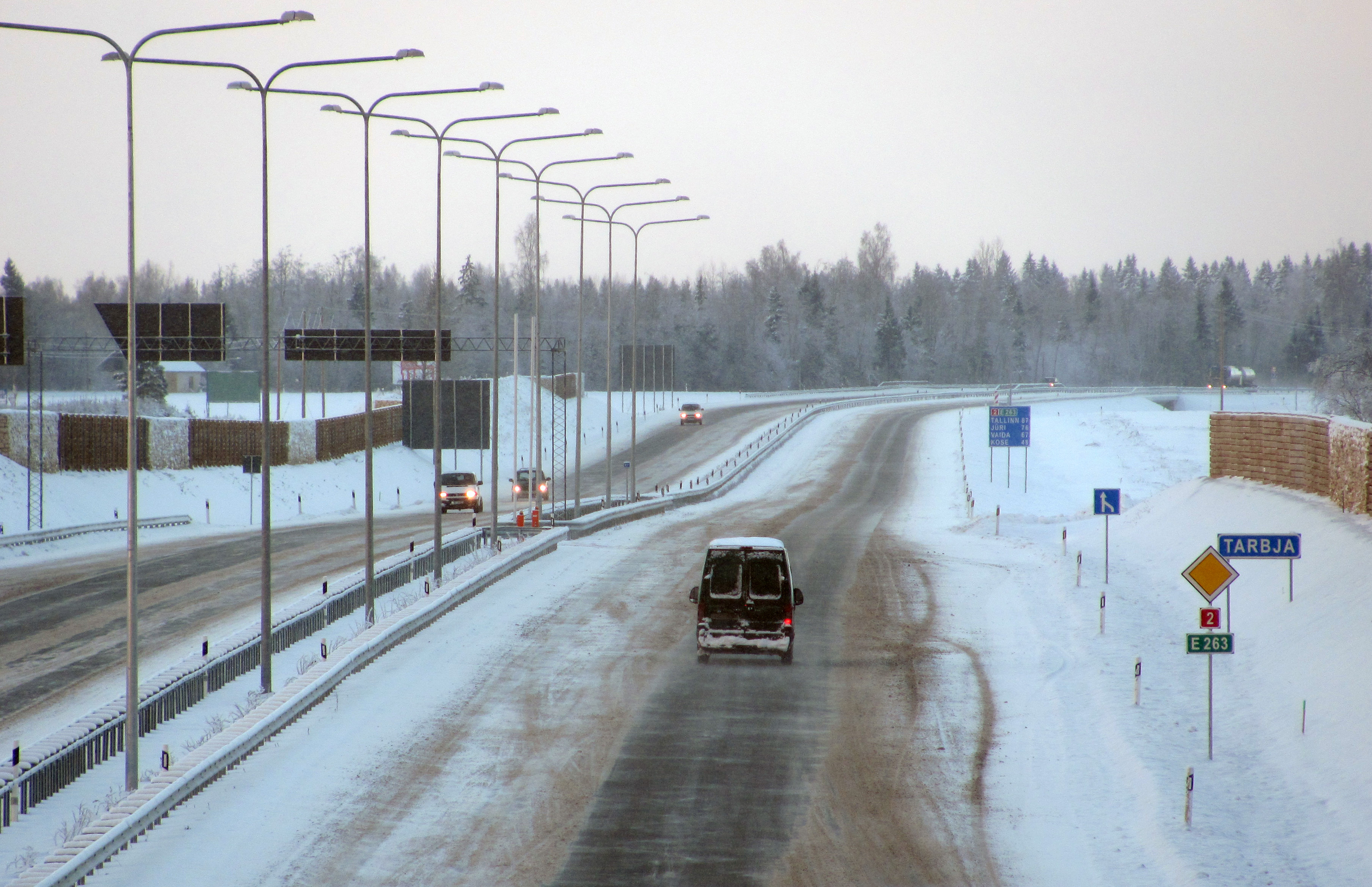
Mäo
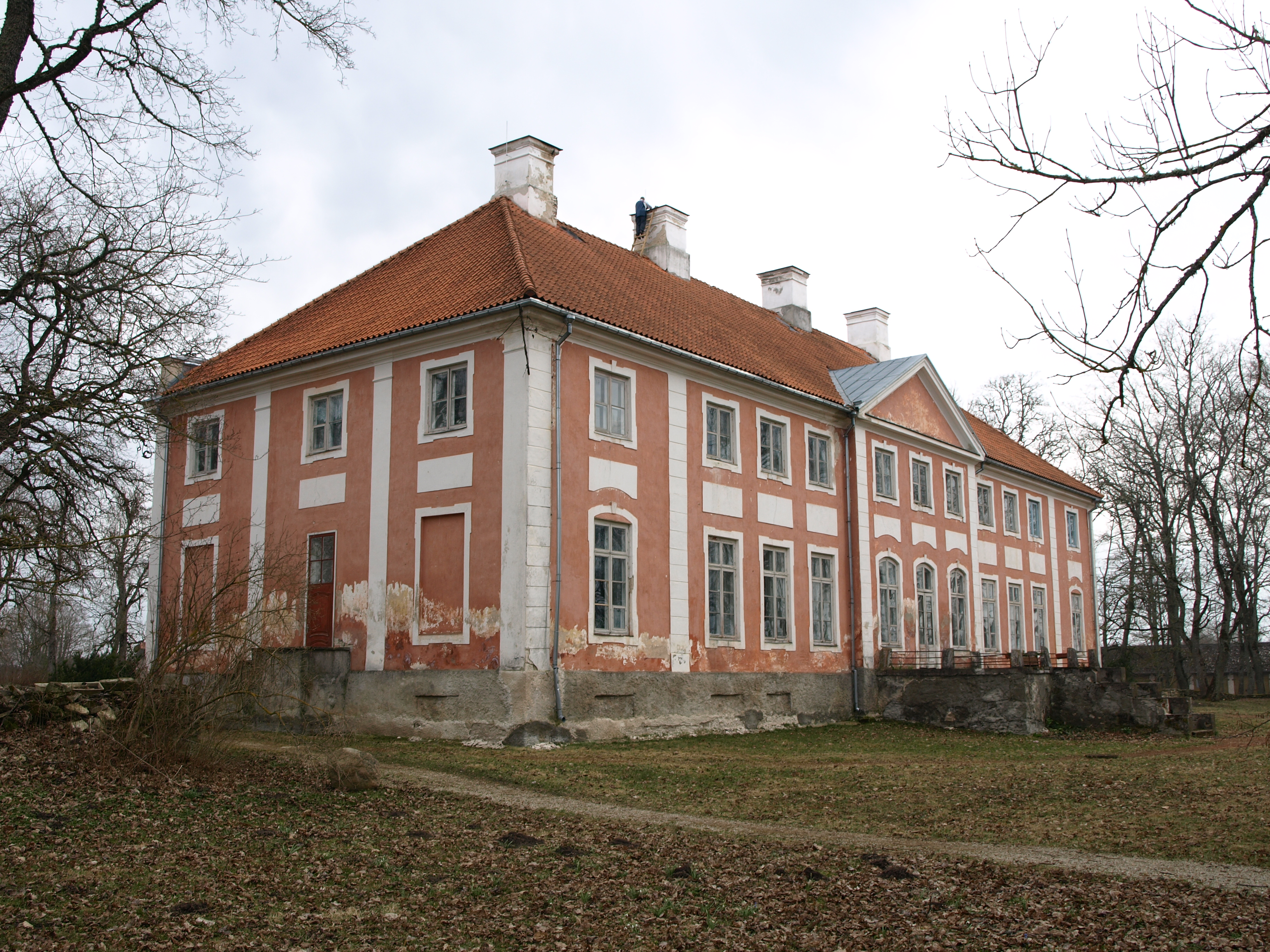
Sargvere

## Sport
Paide a un club de football, le Paide Linnameeskond, qui évolua longtemps en seconde division du championnat national avant d'intégrer la première division en 2009.

## Personnalités liées à la ville
- Arvo Pärt, compositeur de musique classique, est né à Paide en 1935.
- Ita Ever (1931-2023), actrice de cinéma, est née à Paide.
- Le mannequin Carmen Kass (1975) a passé son enfance à Paide.
- Carl Hermann Hesse (Dorpat 1802-Weissenstein 1896), grand-père germano-balte de l'écrivain Hermann Hesse et médecin, y a vécu et est enterré au cimetière de la ville.
- Carl Otto Johannes Hesse (1847-1916), missionnaire germano-balte protestant et père d'Hermann Hesse, est né à Weissenstein/Paide.

## Galerie

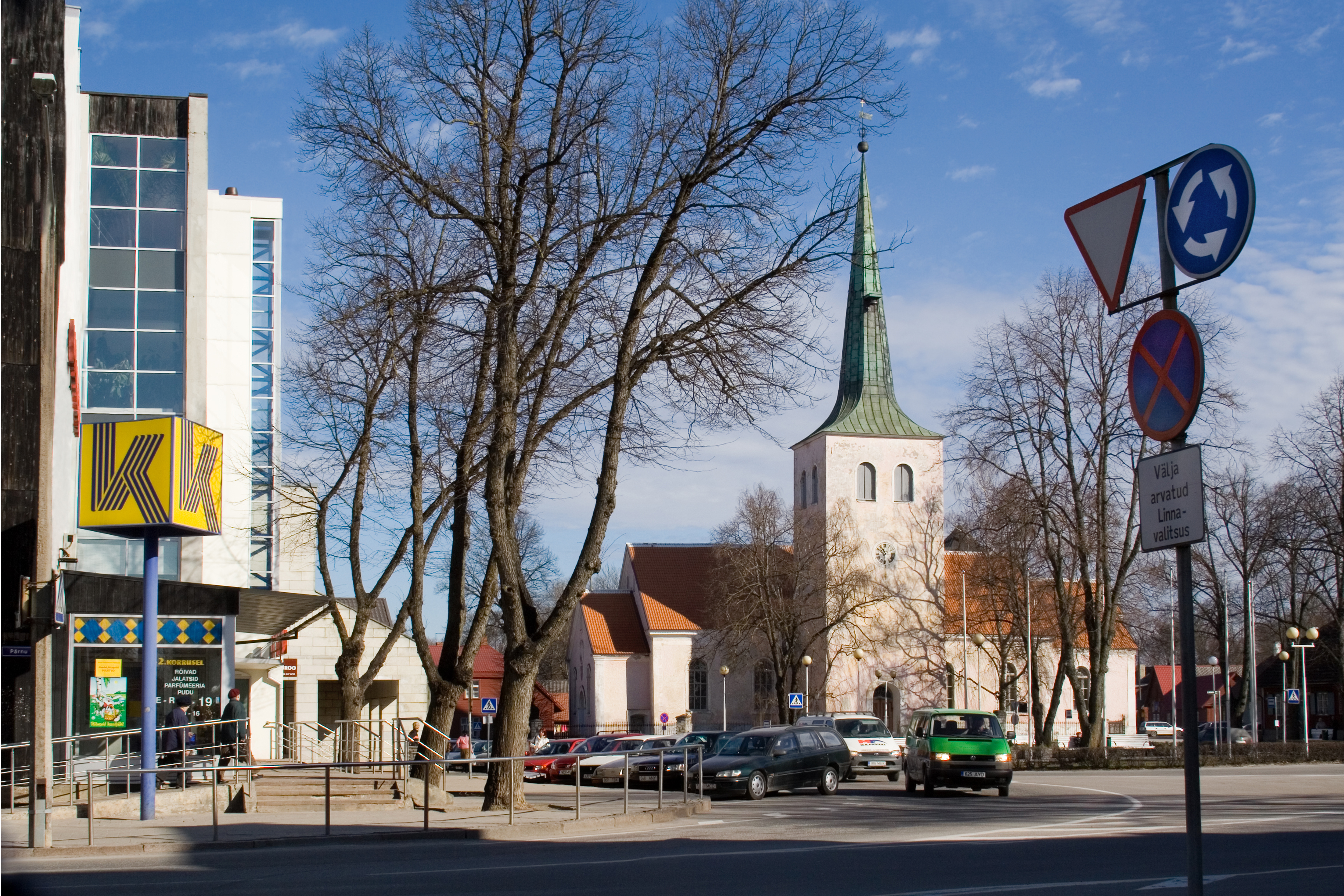
Place centrale.
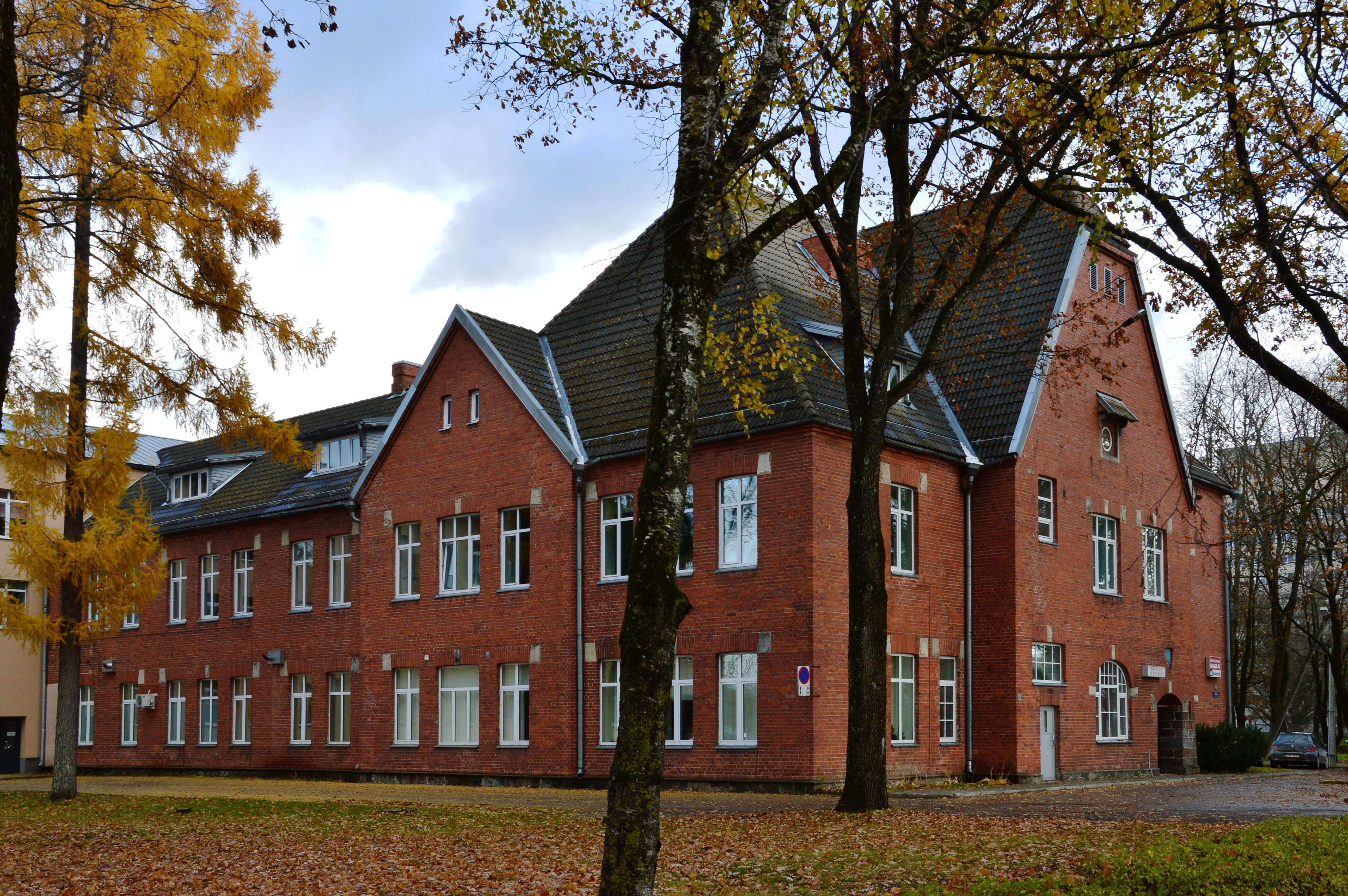
Bâtiment de l'hôpital de Järvamaa.
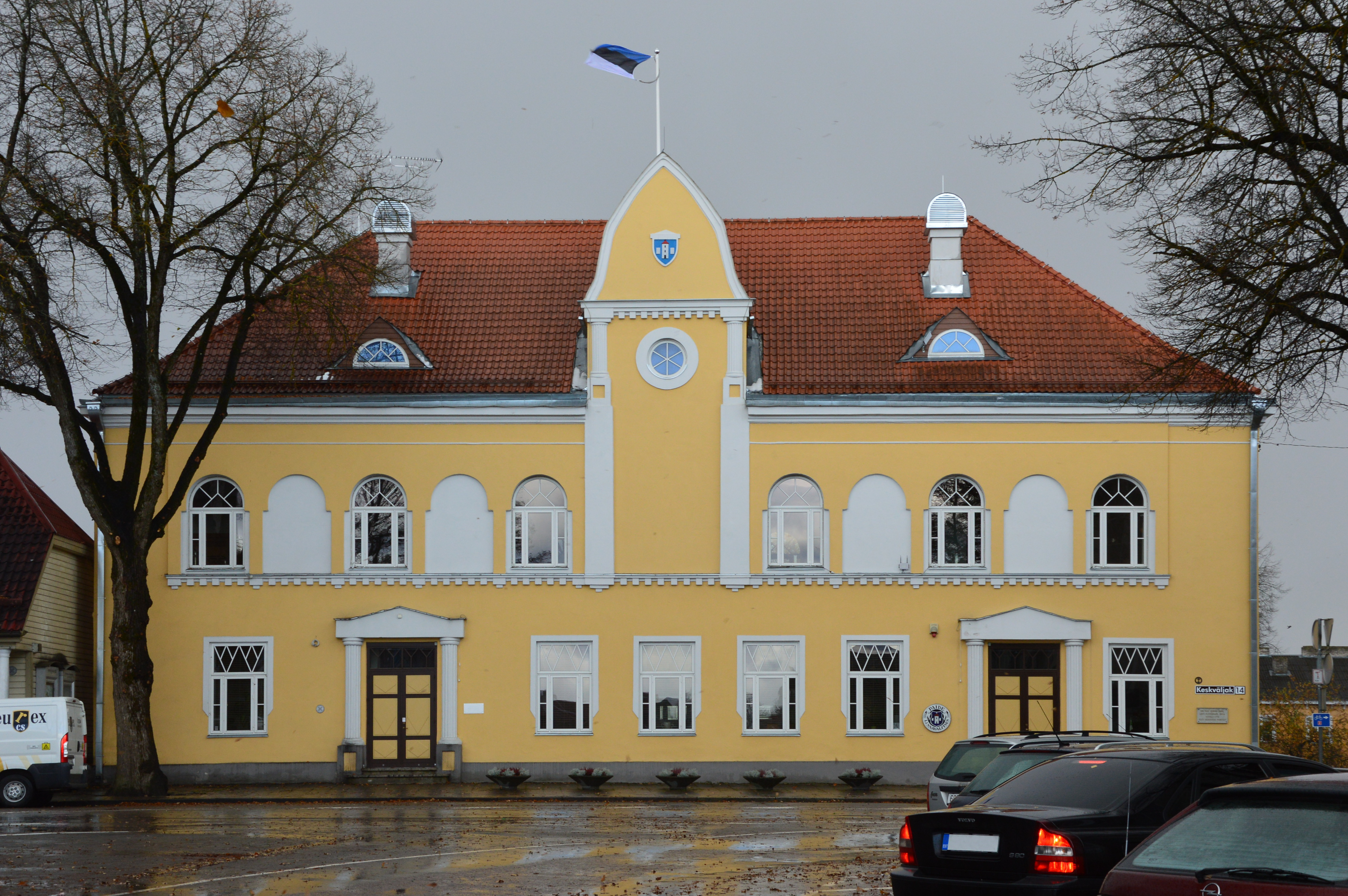
Hôtel de ville.
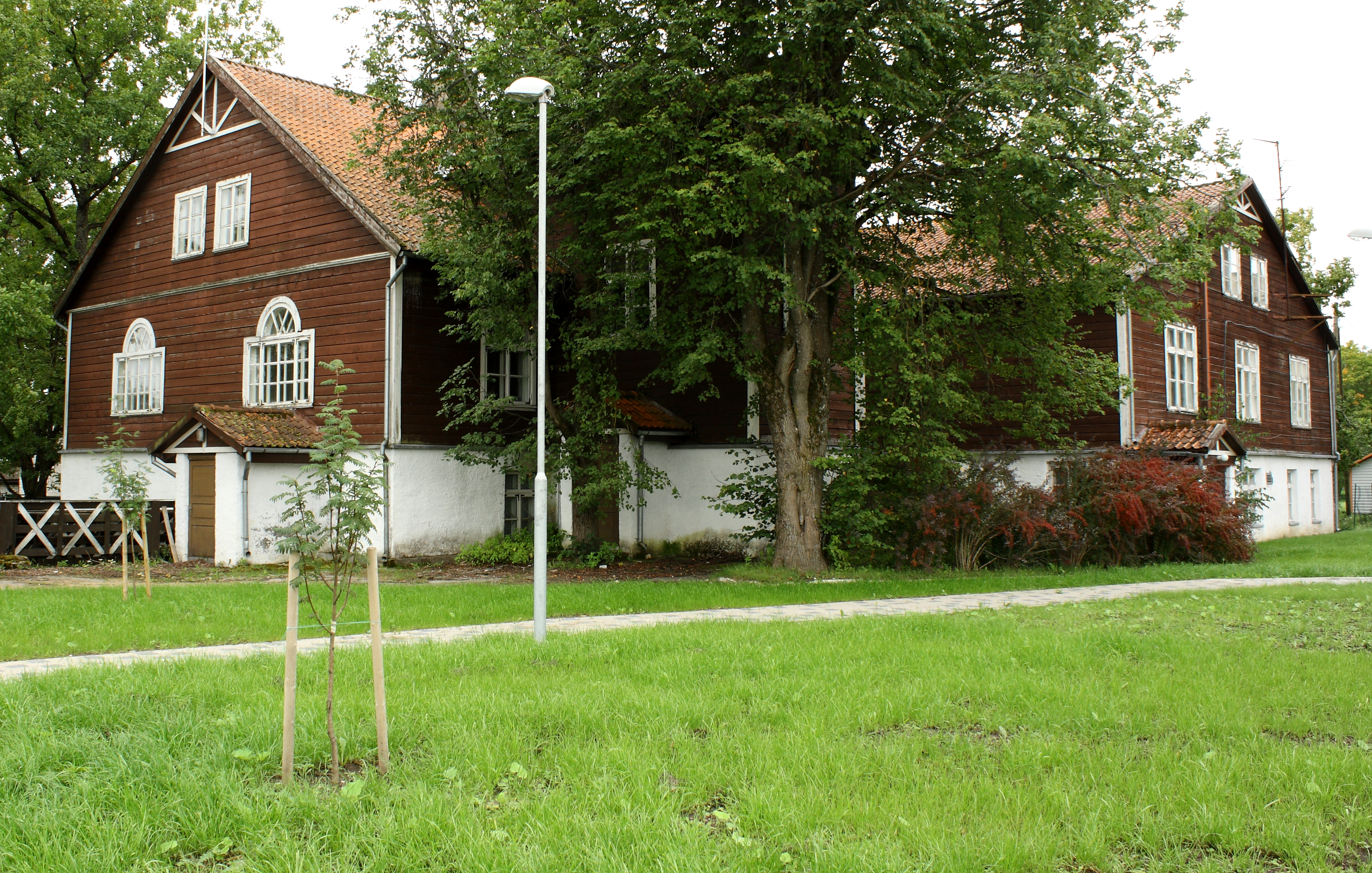
École à Paide.